# Йонсо (регион)
Йонсо́ — регион на западе провинций Канвондо (Южная Корея) и Канвондо (Северная Корея). Отделён от прибрежного региона Йондон горами Тхэбэксан. Название йонсо отражает его расположение: оно означает «западный проход». Ландшафт преимущественно гористый, значительная часть территории занята плато и долинами. Реки Ханган и Нактонган берут здесь начало.